# Conchita Cintrón
Consuelo Conchita Cintrón Verrill, também conhecida pelo apodo de A Deusa de Ouro (Antofagasta, 9 de agosto de 1922 – Lisboa, 17 de fevereiro de 2009), foi uma Cavaleira Tauromáquica peruano-portuguesa, e é, ainda hoje, a mais famosa toureira feminina da história. Na arena, Cintrón mostrava especial graça, estilo e ousadia, uma combinação conhecida em Espanha por Arte Duende'. Mesmo após a sua morte, Cintrón continua a ser a mais popular toureira do mundo.

## Origens
Concepción "Conchita" Cintrón Verril nasceu em 1922 em Antofagasta, no norte do Chile. O seu pai, Francisco Cintrón Ramos, era de origem porto–riquenha, o primeiro de seu país a ser graduado pela Academia Militar de West Point, e na altura era já homem de negócios. A sua mãe, Lola Kathleen Verril, era norte-americana.
Quando tinha três anos, a família Cintrón mudou-se para Lima, Peru, onde passaria a sua infância e juventude e iniciar-se-ia nas artes tauromáquicas.
Aos 11 anos, Conchita entrou para a escolar de equitação do Cavaleiro tauromáquico Ruy Zarco da Câmara, que nessa altura estava radicado no Peru. Câmara tornou-se o seu professor de equitação tauromáquica.

## Carreira
Conchita estreou-se em frente ao público na Praça de Touros de Acho, em Lima, em janeiro de 1936. Em 31 de julho de 1938 debutou como novilheira também em Lima. Após uma visita a Portugal, foi convidada a atuar no México, onde debutou na Praça de Touros de El Toreo na Cidade do México em 20 de agosto de 1938 onde, apesar de ter falhado a morte de um touro impressionou os espectadores e os críticos taurinos.
Por forma a melhorar o seu desempenho com a espada, Conchita passou a treinar a morte do touro num matadouro em Lima.
Em 1940 na Cidade do México Conchita foi corneada pelo touro “Chiclanero” tendo desmaiado e sido levada para a enfermaria da praça de touros. Ao acordar, recusou ser operada e voltou à arena onde matou o touro com uma única estocada inteira, tendo novamente desmaiado logo em seguida.
Desde a sua estreia no México em 1938, Conchita foi cabeça de cartaz no México, Portugal, França, Venezuela e Colômbia.
Em Espanha, onde existia uma lei que proibia a uma mulher tourear a pé (por receio de que uma cornada a pudesse desnudar em plena praça), Conchita enfrentou enormes dificuldades em atuar. No entanto, a popularidade já alcançada, permitiu que se apresentasse ao público espanhol na Praça da Real Maestranza em Sevilha a 23 de abril de 1945.

### A Corrida de Jaén
Conchita pretendia que a última corrida da temporada de 1945 em Jaén fosse a última da sua carreira. Nessa corrida, alternou com os matadores Manolo Vázques e António Ordoñez. Após lidar o touro a cavalo, Conchita solicitou ao diretor de corrida a autorização para desmontar e matar o touro a pé. Autorização essa que lhe foi negada, tendo o diretor ordenado a sua saída da arena e mandado um novilheiro matar o touro. Conchita desmontou do cavalo agarrou numa espada e numa muleta e avançou para o touro, lidando-o e entrando a matar, tendo no entanto apenas simulado a estocada e feito uma festa ao touro com a mão. Os espectadores entraram em delírio, lançando-lhe os seus chapéus e flores aos seus pés. Conchita saiu então da arena tendo sido imediatamente detida pelas autoridades por violação da lei. Devido aos enormes protestos dos espectadores e temendo uma rebelião popular, o governador da província de Jaén, emitiu um perdão e mandou libertá-la. Orson Welles, escreveria, no prefácio das suas memórias, que a sua carreira ”[…]terminou numa explosão de criminalidade gloriosa. Não podemos fazer esperar uma senhora para sempre, e chegou uma tarde em que ela decidiu que já tinha esperado tempo demais[..]"
No entanto, Conchita ainda toureou mais um ano, tendo entrado em Praça pela última vez em 18 de outubro de 1950, após uma carreira de 14 anos onde matou cerca de 750 touros.

## Criadora de cães-de-água
Conchita Cintrón casou com Francisco de Castelo Branco, sobrinho do seu mestre, Ruy Zarco da Câmara, naturalizou-se portuguesa e radicou-se em Portugal na Quinta do Índio, próximo de Setúbal, onde se dedicou à escrita das suas memórias, ao jornalismo como correspondente de jornais latino-americanos e à criação de cães perdigueiros com grande sucesso.
No início da década de 1960 o êxito dos cães da Quinta do Índio chamou a atenção de Vasco Bensaúde, grande comerciante, armador e canicultor, que trinta anos antes tinha começado no seu canil Algarbiorum a salvar a raça do cão de água português da extinção. Não tendo herdeiros interessados no seu canil, Bensaúde legou o seu canil a Conchita Cintrón, que se iniciou assim na criação desta raça rara em 1967 tendo registado o canil com o nome AL-Gharb. Conchita aproveitando os seus inúmeros contactos bem relacionados nos meios da alta-sociedade norte-americana, divulgou a raça naquele país com grande sucesso.
Em 1975 e como consequência da Revolução do 25 de Abril, a Quinta do Índio foi ocupada por trabalhadores e elementos radicais, que expulsaram a família. Dos 32 cães de água existentes antes da ocupação foram resgatados 15 em tão mau estado que tiveram que ser todos abatidos.
Com a ocupação da propriedade, Conchita Cintrón e a família abandonaram Portugal e exilaram-se no México até aos finais da década de 1980.
Conchita continuou a ser uma referência para as mulheres que tentaram singrar no mundo taurino. Apesar de já não poder atuar, foi madrinha das alternativas de Marie Sara, Sónia Matias e Ana Baptista.
Em agosto de 1995 O Governo Português  atribui-lhe a Medalha de Mérito Cultural.
Conchita Cintrón faleceu em Lisboa, por paragem cardíaca a 17 de fevereiro de 2009.

## Citações
- A sua memória destaca-se como uma repreensão a cada um de nós que afirmavam que uma mulher deve perder algo da sua feminilidade, se ela pretender competir com os homens.-Orson Welles

## Obras publicadas
- Cintrón, Conchita, Memoirs of a Bullfighter, with an introduction by Orson Welles. Holt, Rinehart & Winston, 1968. ISBN 1199137138.
- Verrill Cintrón, Lola, Goddess of the Bullring — The Story of Conchita Cintron, the World's Greatest Matadora. Bobbs-Merrill, 1960. ISBN 0505882850.